# Campeonato Mundial de Atletismo Júnior de 2010 - 10000 m masculino
A prova dos 10000 metros rasos masculino do Campeonato Mundial de Atletismo Júnior de 2010 ocorreu no dia 20 de julho em Moncton, no Canadá. 

## Recordes
Antes desta competição, os recordes mundiais e do campeonato nesta prova eram os seguintes:
|     | Nome           | Nacionalidade | Tempo    | Local     | Data                 |
| --- | -------------- | ------------- | -------- | --------- | -------------------- |
| WJR | Samuel Wanjiru | Quênia        | 26:41.75 | Bruxelas  | 26 de agosto de 2005 |
| CR  | Josphat Bett   | Quênia        | 27:30.85 | Bydgoszcz | 9 de julho de 2008   |

## Medalhistas
| Ouro                          | Prata                    | Bronze                          |
| Dennis Chepkongin Masai (KEN) | Gebretsadik Abraha (ETH) | Paul Kipchumba Lonyangata (KEN) |

## Cronograma
Todos os horários são locais (UTC-4).
| Data        | Hora  | Evento |
| ----------- | ----- | ------ |
| 20 de julho | 22:00 | Final  |

## Resultado

### Final
A prova final foi realizada no dia 20 de julho ás 22:00. 
| Posição           | Atleta                    | Nacionalidade  | Tempo      | Notas                |
| ----------------- | ------------------------- | -------------- | ---------- | -------------------- |
| Medalha de ouro   | Dennis Chepkongin Masai   | Quênia         | 27:53.88   | Melhor marca do ano  |
| Medalha de prata  | Gebretsadik Abraha        | Etiópia        | 28:03.45   | Recorde pessoal      |
| Medalha de bronze | Paul Kipchumba Lonyangata | Quênia         | 28:14.55   | Recorde pessoal      |
| 4                 | Mohammed Ahmed            | Canadá         | 29:11.75   |                      |
| 5                 | Aaron Pulford             | Nova Zelândia  | 29:14.23   | NJR                  |
| 6                 | Parker Stinson            | Estados Unidos | 29:32.23   | Recorde pessoal      |
| 7                 | Suresh Kumar              | Índia          | 29:40.07   |                      |
| 8                 | Suguru Osako              | Japão          | 29:40.14   |                      |
| 9                 | Fuminori Shikata          | Japão          | 29:47.87   |                      |
| 10                | Joseph Chebet             | Uganda         | 29:56.53   | Recorde da temporada |
| 11                | Gabriel Navarro           | Espanha        | 29:57.78   | Recorde pessoal      |
| 12                | Mohammed Merbouhi         | Argélia        | 30:06.23   | Recorde pessoal      |
| 13                | Andrew Nixon              | Canadá         | 30:35.43   |                      |
| 14                | Nicolae Soare             | Roménia        | 30:37.23   | Recorde pessoal      |
| 15                | Mansour Haraoui           | Argélia        | 30:54.84   |                      |
| 16                | Graham Bazell             | Estados Unidos | 30:59.57   |                      |
| 17                | Indalow Takala            | Israel         | 31:25.38   |                      |
| 99 !              | Edwin Chebii Kimurer      | Bahrein        | 30:00.00 ! | DNF                  |
| 99 !              | Debebe Woldesenbet        | Etiópia        | 30:00.00 ! | DNF                  |
| 99 !              | José Costa                | Portugal       | 30:00.00 ! | DNF                  |

Legenda
| Recorde mundial       | Recorde mundial (World record)               |                       | Recorde africano                      | Recorde africano (African) |                                           | Q | Classificado por posição (Qualified) |
| Recorde do campeonato | Recorde do campeonato (Championship record)  | Recorde da América    | Recorde da América (Americas)         | q                          | Classificado por melhor tempo (Qualified) |   |                                      |
| Melhor marca do ano   | Melhor marca do ano (World leading)          | Recorde asiático      | Recorde asiático (Asian)              | DNS                        | Não largou (Did not start)                |   |                                      |
| Recorde nacional      | Recorde nacional (National record)           | Recorde europeu       | Recorde europeu (European)            | DNF                        | Não terminou (Did not finish)             |   |                                      |
| Recorde pessoal       | Recorde pessoal do atleta (Personal best)    | Recorde da Oceania    | Recorde da Oceania (Oceania)          | DSQ / DQ                   | Desclassificado (Disqualified)            |   |                                      |
| Recorde da temporada  | Recorde da temporada do atleta (Season best) | Recorde sul-americano | Recorde sul-americano (South America) | NM                         | Sem marca (No mark)                       |   |                                      |